# Cupcake

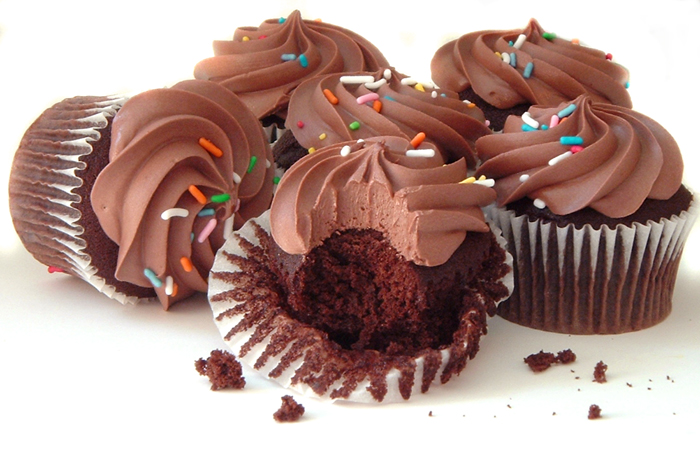
Chokladcupcakes

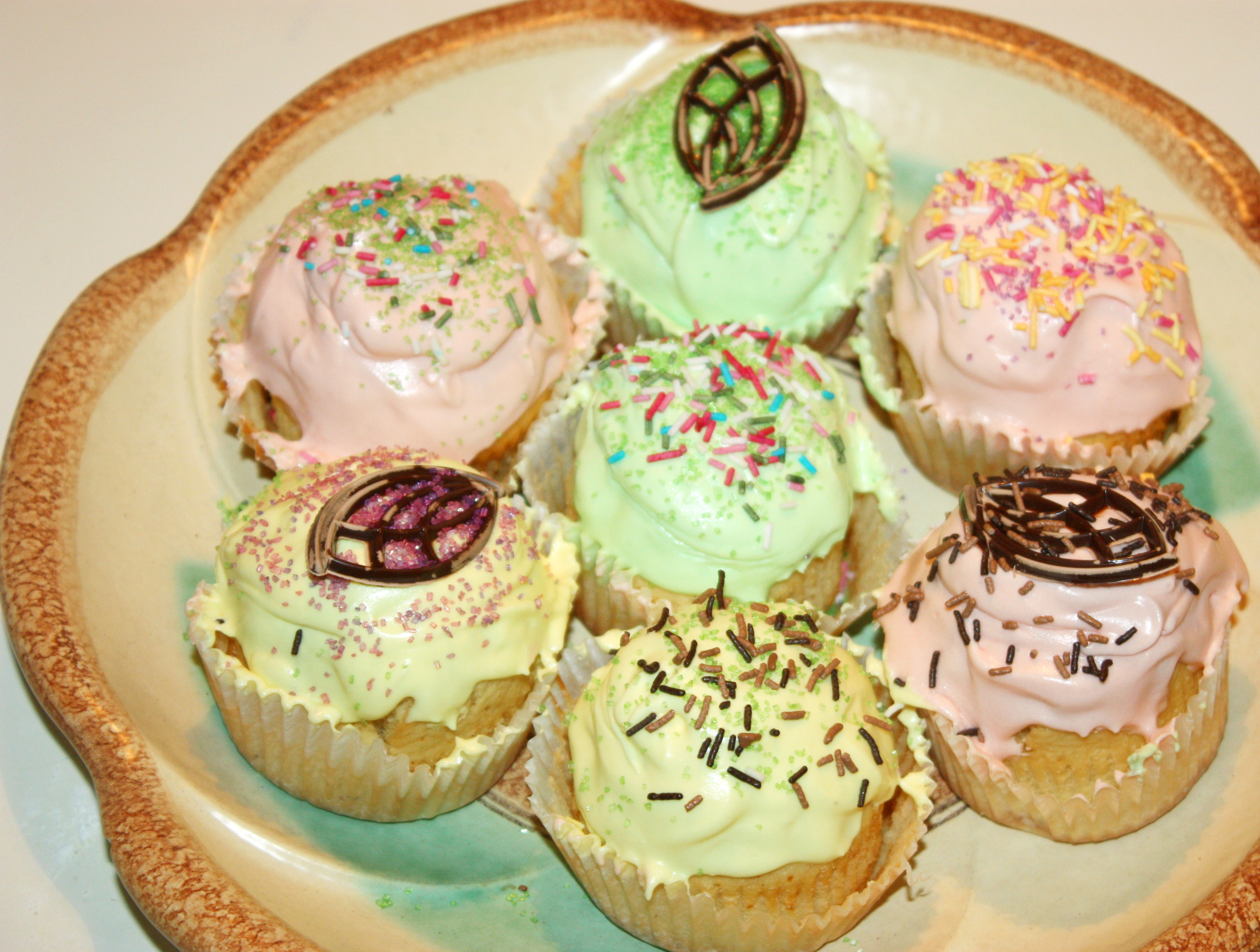
Cream cheese cupcakes

Cupcake (fairy cake, koppkaka, tårtmuffin) är en sötare och mindre variant av muffins, ofta med glasyr eller smörkräm på toppen.
Cupcake är på (främst brittisk) engelska ofta benämningen på det som på svenska kallas muffin, medan muffin där ofta är en variant av tekaka. På amerikansk engelska benämns sådana ofta som “English muffins”.

## Ingredienser
En cupcake är en individuell bakelse, eller en portionstårta. Det är vanligt att cupcakes har en fyllning, till exempel bär eller vaniljkräm.
Det finns inga regler för vad glasyren ("frosting" på engelska), får bestå av men några vanliga varianter är fluffy frosting som är en variant av maräng som inte gräddas, cream cheese-frosting, och fromage av olika slag. Detaljer i dekorationen görs oftast i sockermassa eller florsockersmet.

## Muffins och cupcakes
Muffins är oftast ganska enkla sockerkaksbakverk bakade i små formar. Sådan muffins heter ofta "cupcakes" på engelska, och ordet kommer därifrån. När vågen med dekorerade cupcakes kom till Sverige valde man att lansera det engelska ordet som namn på dessa påkostade muffins.

## Bildgalleri

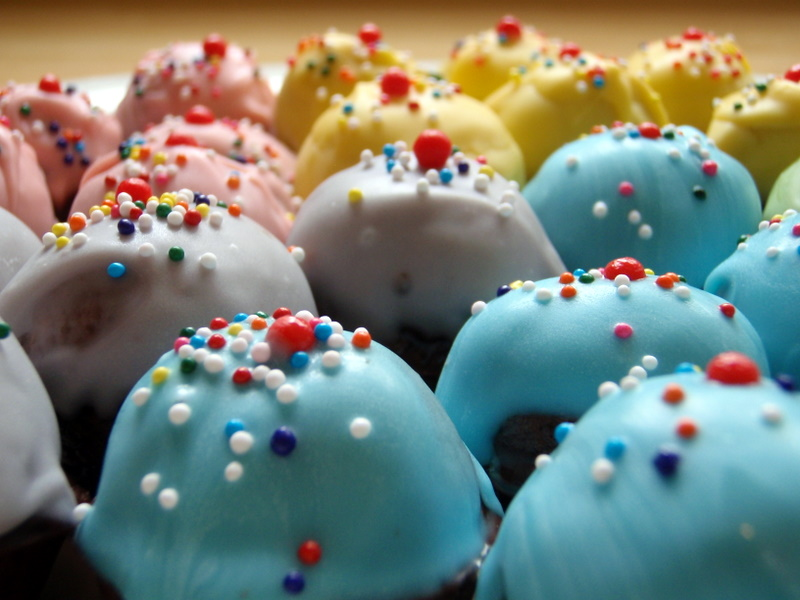
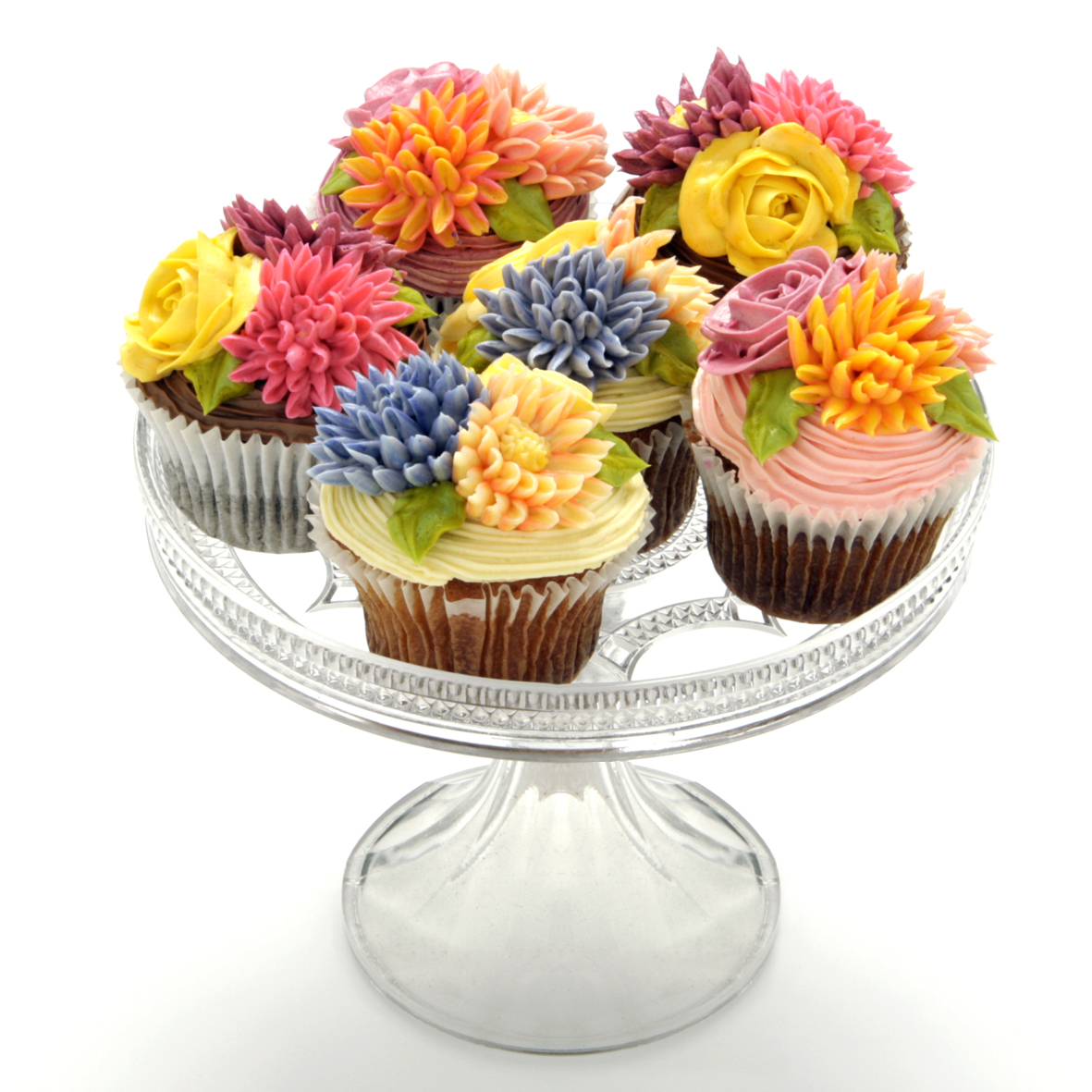
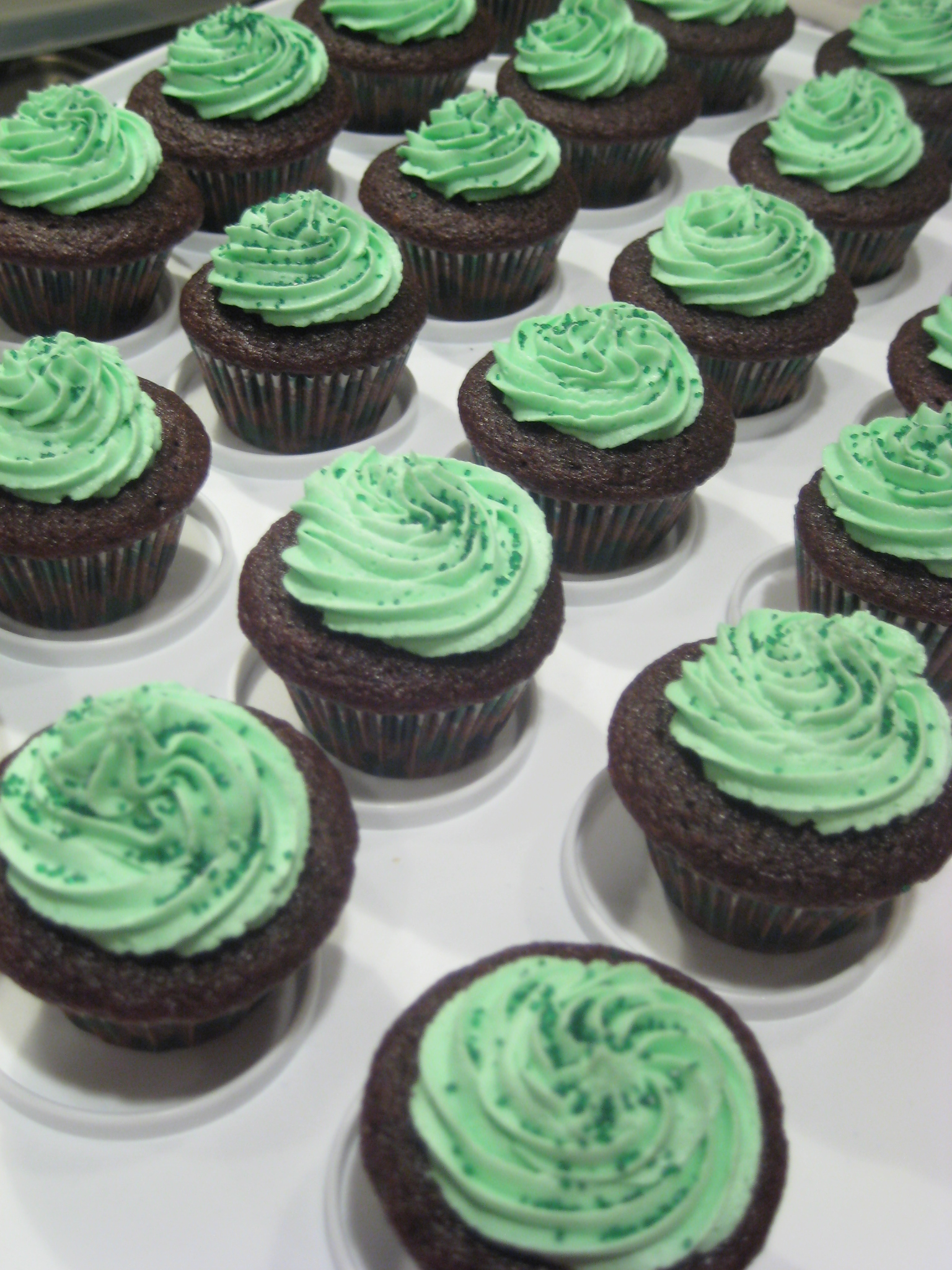
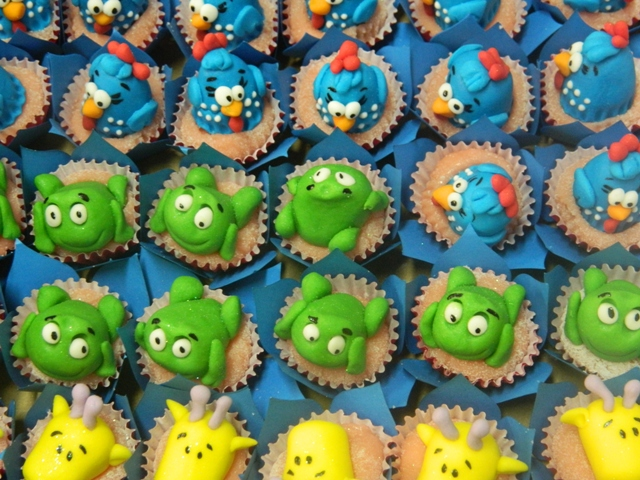
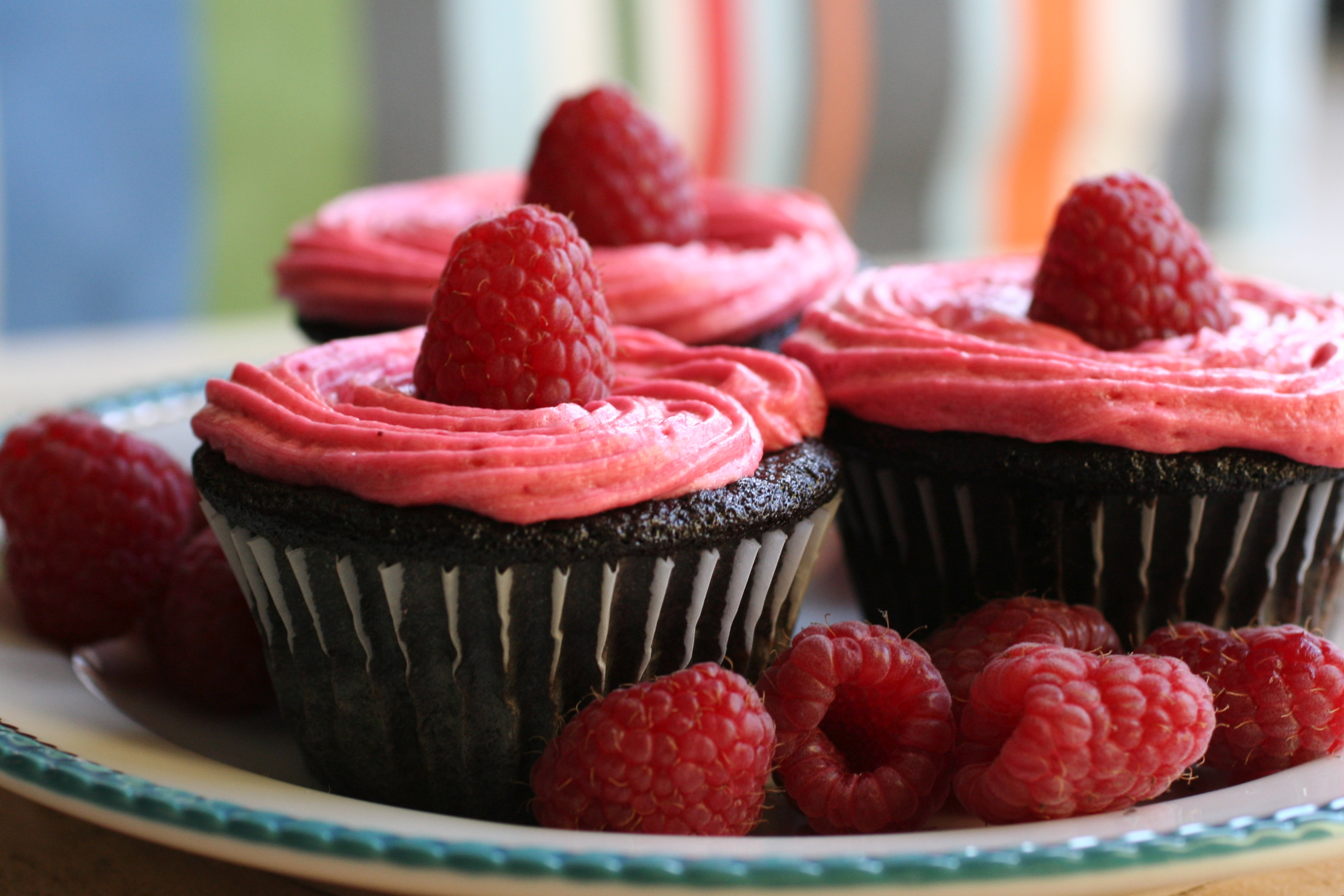